# Heinz Guderian
Heinz Wilhelm Guderian (Kulm, 17 giugno 1888 – Schwangau, 14 maggio 1954) è stato un generale tedesco.
Tra i più abili generali della seconda guerra mondiale, è considerato il padre e l'ufficiale più importante delle truppe corazzate tedesche, che contribuì a organizzare durante gli anni trenta e guidò poi sul campo con grande efficacia nel periodo iniziale della guerra, conseguendo una serie di clamorosi successi.

## Biografia

### Gli inizi

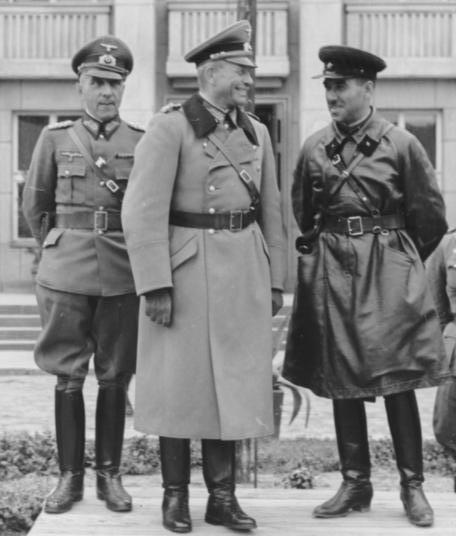
Heinz Guderian (al centro) e il generale sovietico Semën Krivošein (destra).

Nato nel 1888 in una famiglia discendente da proprietari terrieri prussiani, fu uno dei generali della Wehrmacht che meglio interpretò i principi della guerra lampo (Blitzkrieg). Nel 1907, subito dopo essere uscito dalla scuola militare di Gross Lichterfelde, venne assegnato ad un reparto di fanteria (il X. battaglione Jäger) che lasciò nel 1911 per frequentare un lungo corso di radiotelegrafia per poi entrare a far parte della 5ª Divisione di cavalleria in qualità di ufficiale segnalatore. Nel 1914 viene ammesso alla prestigiosa accademia militare di guerra di Potsdam.
Lo scoppio della Grande Guerra lo costrinse ad abbandonare la frequentazione dell'accademia e a rientrare alla propria divisione, distinguendosi sulla Marna e venendo successivamente trasferito, a causa dei contrasti sorti con i suoi superiori, dapprima alla 4ª Divisione di cavalleria quindi, il 28 febbraio 1918, dopo aver completato il corso di radiotelegrafista interrotto quattro anni prima, al corpo di Stato maggiore, dove rimase fino al termine del conflitto. Trasferito nel 1919 al distretto orientale, venne distaccato alla divisione del generale Rüdiger von der Goltz, di stanza nel Baltico.
Nuovamente trasferito a causa di episodi di insubordinazione, questa volta con il comandante generale della Reichswehr, generale Hans von Seeckt, rimase nell'ombra fino al 1922 quando si vide affidare l'incarico di studiare la possibilità di creare una forza meccanizzata nell'esercito tedesco.

### La nascita delle Panzertruppen
Promosso Oberst nel 1933, l'anno successivo (dal 1º luglio 1934) venne trasferito, in qualità di capo di stato maggiore, presso il comando appena costituito delle truppe motorizzate (kommando der Kraftfahrtruppen), guidato dal generale Oswald Lutz, che stava sviluppando le nuove tecniche belliche con impiego di mezzi corazzati e motorizzati; mentre nel 1935 ricevette il comando della nuova 2. Panzer-Division a Würzburg. Il 1º agosto 1936 venne promosso Generalmajor e il 14 febbraio 1938 Generalleutnant, pochi giorni prima di essere trasferito presso il comando del XVI Corpo d'armata, con cui prese parte all'Anschluss. Tra settembre ed ottobre dello stesso anno prese parte alla conquista pacifica dei Sudeti 
Il 20 novembre 1938 venne promosso General der Panzertruppen, ricevendo inoltre l'incarico di comandante dei reparti corazzati tedeschi; nello stesso anno pubblicò un libro dal titolo Achtung Panzer, in cui sostenne con notevole persuasività che i mezzi corazzati dovevano diventare il principale strumento offensivo, a cui le altre armi avrebbero dovuto dare il loro appoggio e supporto in caso di attacco concentrato.

### La guerra lampo
Al comando del XIX Armeekorps, costituito dalla 3. Panzer-Division e dalla 2. e 20. Infanterie-Division (Mot), prese parte all'attacco alla Polonia, dove diede una prima dimostrazione delle sue tattiche di avanzata in profondità con l'impiego concentrato e in massa dei panzer. Dopo essere penetrato nel corridoio di Danzica e aver travolto facilmente le forze polacche (nell'occasione si ebbero alcuni impari scontri tra panzer e unità di cavalleria polacca), Guderian concluse con un successo totale la campagna occupando Brest-Litovsk e effettuando il collegamento con i reparti meccanizzati dell'Armata Rossa provenienti da est.
Al termine della campagna di Polonia venne decorato con la Croce di Cavaliere della Croce di Ferro. Trasferito sul Fronte Occidentale, guidò sempre il XIX Armeekorps (costituito dalla 1., la 2. e la 10. Panzer-Division), effettuando il 13 maggio 1940 lo sfondamento decisivo sulla Mosa a Sedan e avanzando rapidamente, dopo aver sbaragliato le forze francesi, fino a raggiungere la Manica (20 maggio) e tagliare fuori gli eserciti Alleati in Belgio. Questo clamoroso successo, decisivo per l'esito finale della campagna di Francia, confermò definitivamente le qualità di condottiero e di comandante di forze corazzate di Guderian, e la efficacia offensiva delle Panzer-Divisionen e delle nuove tattiche della Guerra lampo.
Nella seconda parte della campagna (Fall Rot) Guderian, inizialmente dipendente dal Panzergruppe von Kleist, passò, anche per contrasti con il generale Kleist, al comando di un proprio reparto autonomo, il Panzergruppe Guderian (costituito da quattro Panzer-Division e due divisioni di fanteria motorizzata) che condusse, dal 9 giugno, con grande abilità oltre l'Aisne, fino in Alsazia ed al confine svizzero, dopo aver tagliato fuori grandi forze francesi e aver isolato la (ormai) inutile Linea Maginot.

### Operazione Barbarossa
Nominato Generaloberst (19 luglio 1940), Guderian, dopo questa serie di strepitose vittorie, aveva ormai ottenuto grande prestigio in patria e all'estero e profondo apprezzamento da parte dello stesso Hitler. In vista dell'imminente invasione dell'Unione Sovietica, al generale quindi venne assegnato il raggruppamento corazzato principale, dotato del numero più elevato di carri armati (quasi 1 000 panzer), schierato nel settore centrale del fronte orientale e destinato a marciare in teoria lungo la via diretta Minsk-Smolensk-Mosca.

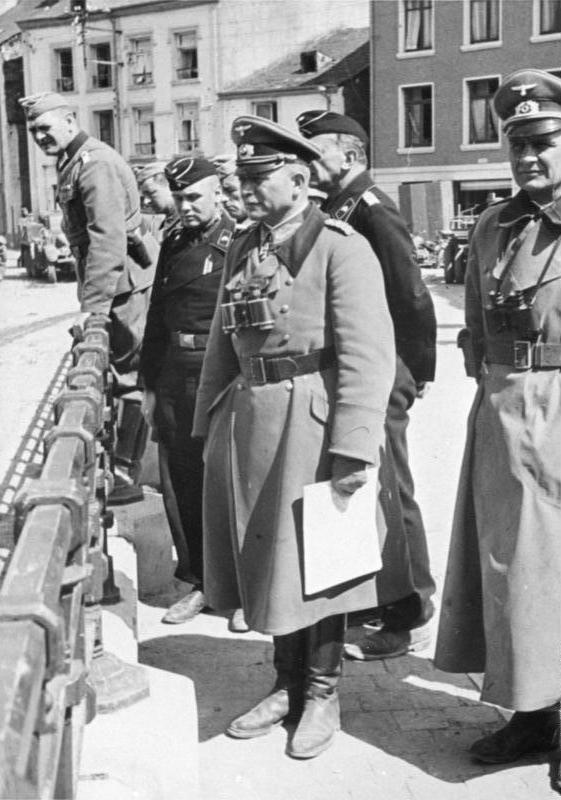
Guderian osserva il passaggio della Semois, a Bouillon, durante l'avanzata lampo delle sue Panzer-Division nelle Ardenne del maggio 1940.

A partire dal 22 giugno 1941 il generale Guderian, alla guida del Panzergruppe 2 (cinque Panzer-Divisionen, tre divisioni motorizzate, una divisione di cavalleria), prese parte con un ruolo fondamentale alla operazione Barbarossa all'interno del Gruppo d'armate Centro di von Bock, ottenendo fulminanti successi sul campo: con rapidissime manovre dei suoi mezzi corazzati, fin dal 28 giugno si congiunse con le divisioni corazzate del generale Hermann Hoth (provenienti da nord) chiudendo la prima gigantesca sacca di Minsk-Białystok. Mentre continuava la battaglia per distruggere le forze sovietiche accerchiate, Guderian continuò la sua avanzata verso la Beresina, e, dopo aver respinto violenti contrattacchi delle riserve meccanizzate nemiche a Sjenno, le Panzer-Divisionen proseguirono audacemente a est del fiume, nonostante alcuni contrasti tra il generale e il prudente feldmaresciallo von Kluge.
Il 14 luglio 1941, gli elementi di punta delle forze del generale Guderian entrarono a Smolensk e poco dopo chiusero una nuova sacca, sempre in collegamento con il Panzergruppe 3 del generale Hoth. In questa fase la resistenza nemica divenne più organizzata e più efficace e l'avanzata delle forze tedesche nel settore centrale del fronte, comprese le divisioni corazzate di Guderian, venne fortemente rallentata. Dopo scontri sanguinosi a El'nja e a Jarcevo, le Panzer-Division di Hoth e Guderian furono costrette a una battuta d'arresto. Per i notevoli successi raggiunti nella prima fase della nuova e difficile campagna, il 17 luglio, Guderian venne decorato con le Foglie di quercia per la Croce di Cavaliere della Croce di ferro.
In agosto, dopo accesi contrasti tra Hitler ed alcuni generali dell'Alto comando, le divisioni corazzate di Guderian furono inaspettatamente dirottate verso sud allo scopo di facilitare la conquista di Kiev da parte del Gruppo d'armate Sud e di accerchiare le grandi forze sovietiche schierate nella regione. Guderian, pur in disaccordo con i piani del Führer (che aveva inutilmente cercato di convincere ad abbandonare il nuovo piano, durante un colloquio al Quartier generale) e desideroso di continuare la marcia su Mosca, eseguì brillantemente il nuovo compito e, dopo una difficile marcia verso sud, le sue Panzer-Divisionen si congiunsero con le forze corazzate del Panzergruppe 1 del generale von Kleist e chiusero in una gigantesca sacca ad est di Kiev quasi un milione di soldati dell'Armata Rossa (14 settembre). Si trattò della più grande battaglia di annientamento della storia e di un grande successo per la Wehrmacht, ottenuto però a costo di un'ulteriore perdita di tempo, di forti perdite per le truppe, e di una notevole usura dei mezzi meccanici delle truppe corazzate.

### Disfatta a Mosca

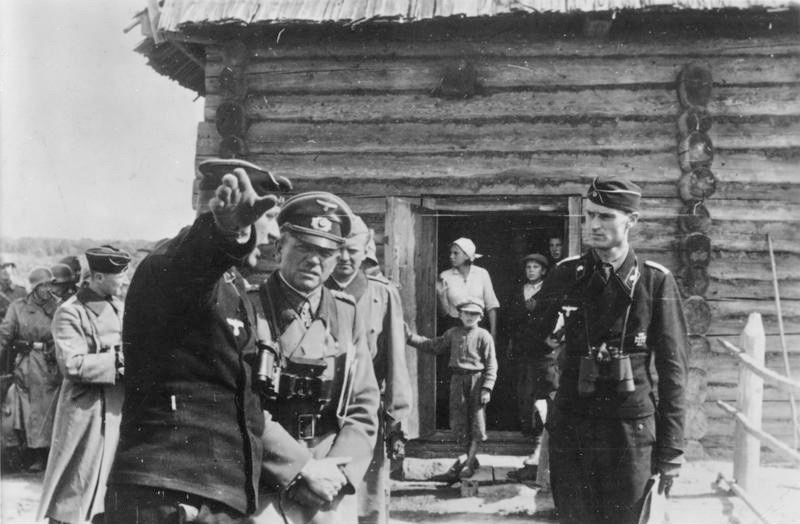
Heinz Guderian si intrattiene con due ufficiali non identificati delle Panzertruppen, durante l'estate 1941 sul fronte orientale.

Alla vigilia della ripresa dell'offensiva contro Mosca, il Panzergruppe 2 di Guderian disponeva solo del 50% dei panzer con cui aveva iniziato la campagna. Nonostante queste carenze, l'inizio dell'auspicata offensiva finale per la conquista di Mosca ("Operazione Tifone"), ebbe inizio il 30 settembre 1941 con un travolgente successo delle Panzer-Divisionen del generale Guderian; partendo dalle posizioni conquistate a sud del Gruppo d'armate Centro, i panzer avanzarono rapidissimi verso Orël, conquistando di sorpresa la città, chiudendo la nuova sacca di Brjansk, e proseguendo in direzione di Tula per cercare di aggirare la capitale.
Dopo questo primo successo, iniziarono le difficoltà legate al rafforzamento della resistenza sovietica (battaglia di Mčensk, dove i T-34 nemici dimostrarono la loro superiorità tecnica sui panzer tedeschi), alle difficoltà del terreno e del clima (inizio del periodo del fango e comparsa della prima neve), alle carenze organizzative dell'Esercito tedesco. Nel mese di novembre Guderian tentò ancora di conquistare Tula e proseguire verso Mosca da sud, ma tutti gli sforzi furono inutili; con l'arrivo dell'inverno russo e la improvvisa controffensiva sovietica del 5 dicembre, la situazione delle truppe tedesche divenne molto difficile.
Guderian dovette passare sulla difensiva e improvvisare una rapida ritirata nella neve, abbandonando molto materiale, per cercare scampo su linee difensive più arretrate. Entrato in contrasto con Hitler, a causa di questa ritirata non autorizzata e contraria alle direttive del Führer favorevoli a una difesa ad oltranza sulle posizioni raggiunte, ed anche con il nuovo comandante del Gruppo d'armate Centro, feldmaresciallo von Kluge (con cui aveva già duramente polemizzato in precedenza), Guderian venne bruscamente destituito il 26 dicembre 1941 dal suo comando del Panzergrueppe 2 (ridenominato 2. Panzerarmee) e collocato a riposo, nonostante i grandi servigi resi al Terzo Reich dal punto di vista teorico-organizzativo e con le sue vittoriose campagne di guerra alla testa dei panzer.

### Ispettore delle Panzertruppen e Capo di Stato maggiore dell'Esercito
Per oltre un anno, Guderian visse in ritiro prima a Berlino e poi a Badenweiler, dove passò un periodo di cure; in questa fase il generale accusò seri problemi di salute ed ebbe nel mese di novembre 1942 una grave crisi cardiaca dalla quale tuttavia si riprese prontamente. Il feldmaresciallo Rommel, esausto e in procinto di ritornare in Germania per un periodo di riposo, nel settembre 1942 propose a Hitler di nominare proprio Guderian al suo posto come comandante della Panzerarmee Afrika, ma il dittatore preferì non accogliere la richiesta della "Volpe del deserto".

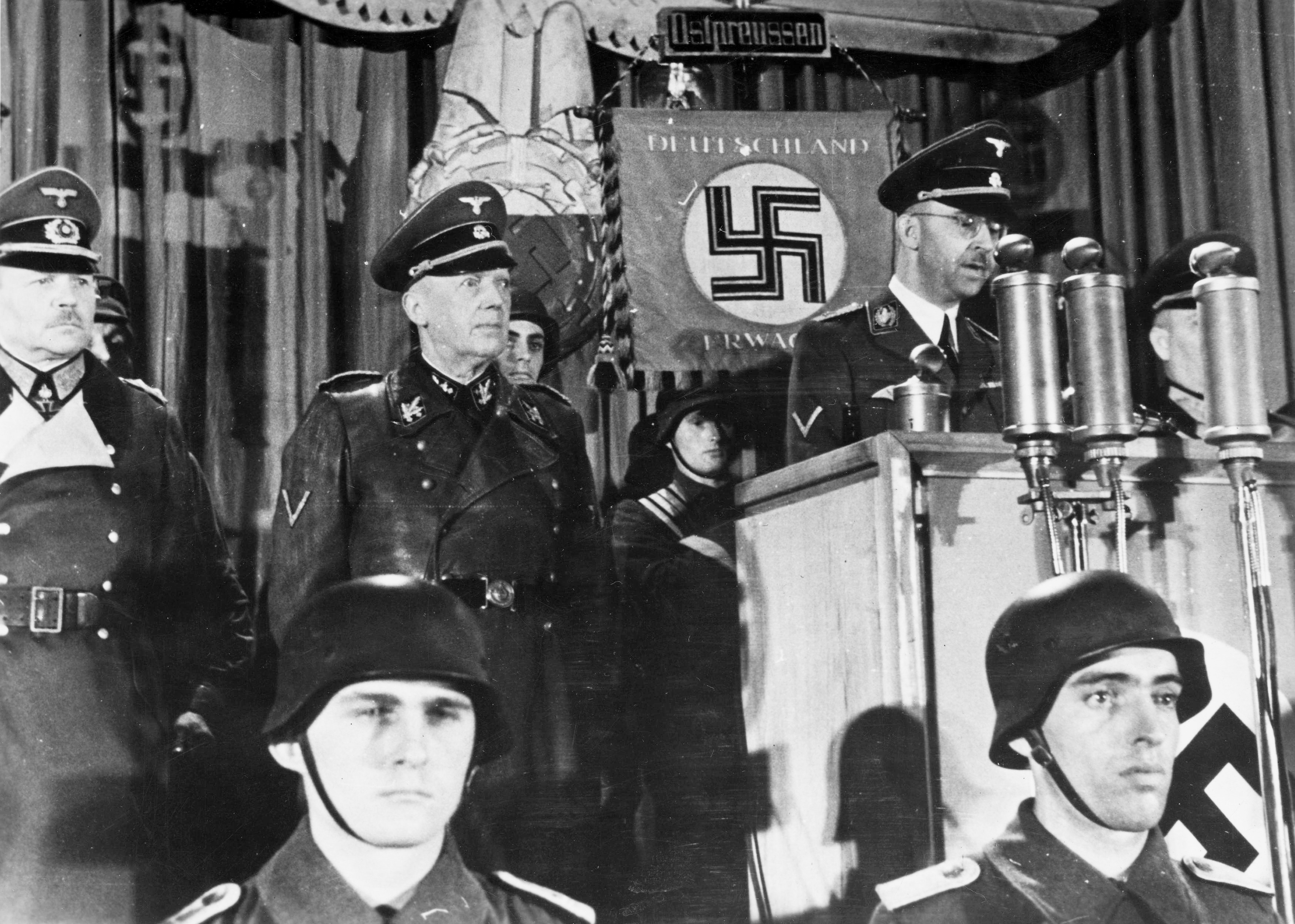
1944: Guderian (a sinistra nella foto), Hans Lammers (centro) e Himmler, mentre quest'ultimo parla ad un battaglione di Volkssturm.

Nel febbraio 1943 (dopo la catastrofe di Stalingrado) venne invece inaspettatamente richiamato da Hitler e designato Inspekteur der Panzertruppen (Ispettore generale delle truppe corazzate) e diede un grande impulso in collaborazione col ministro degli armamenti Albert Speer alla produzione di carri armati e alla riorganizzazione delle truppe corazzate. Mentre sul piano organizzativo e tecnico i risultati raggiunti da Guderian nel suo nuovo incarico furono indubbiamente notevoli, sul piano dell'impiego delle forze corazzate e più in generale della strategia globale della guerra il generale entrò nuovamente in contrasto con Hitler.
Contrariamente ai suoi suggerimenti volti a ricostituire con metodo le Panzer-Division e riportarle a piena forza prima di pianificare e sferrare nuove offensive, il Führer, assillato da molteplici impegni operativi sui teatri bellici e da reali esigenze politico-strategiche, ritenne necessario l'impiego costante e prolungato delle forze corazzate, indispensabili del resto per puntellare il precario fronte tedesco all'est. Guderian si oppose anche alla progettata "Operazione Zitadelle" che, nei fatti, si concluse con un grave fallimento strategico, e provocò sensibili perdite alle preziose riserve corazzate tedesche, impegnate prematuramente contro un fronte difensivo sovietico accuratamente preparato e dotato di grandi riserve meccanizzate pronte ad intervenire.
Privo di potere reale dal punto di vista strategico-operativo, Guderian dovette limitarsi a consigliare un impiego più oculato e concentrato delle Panzer-Divisionen, consigli vanificati inesorabilmente dalla realtà del campo di battaglia e dalla necessità di frenare le continue offensive sovietiche su tutto il fronte orientale. Anche riguardo all'impiego delle riserve mobili sull'"Invasionfront" Guderian, favorevole alla costituzione di una grande riserva centrale da impiegare in blocco, entrò in contrasto con Hitler ed anche con Rommel; in concreto Rommel e Hitler, scettici sulle possibilità di movimento delle Panzer-Divisionen in campo aperto di fronte alla superiorità aerea Alleata, impegnarono le riserve corazzate in modo frammentario, limitandosi a inefficaci contrattacchi tattici.
Il 21 luglio 1944, dopo l'attentato a Hitler da parte di von Stauffenberg, Guderian venne inaspettatamente nominato capo di stato maggiore generale dell'Oberkommando des Heeres (OKH), in sostituzione di Kurt Zeitzler. Non coinvolto nel complotto, e ritenuto da Hitler generale affidabile, capace e non legato alla casta degli ufficiali reazionari e aristocratici della Wehrmacht, Guderian assunse quindi quest'ultimo e importante incarico, dedicandosi prevalentemente a rafforzare il franante fronte orientale per impedire un'invasione della Germania orientale, che era anche la sua regione di origine.
Dopo la riuscita stabilizzazione, grazie anche ai suoi sforzi, del fronte est sulla Vistola, in Prussia Orientale e sul Baltico nell'estate 1944, Guderian si scontrò ancora una volta ripetutamente con Hitler: il generale fu in contrasto con il Führer sull'offensiva delle Ardenne (ritenuta un inutile spreco di forze corazzate da trattenere invece all'est), sulla battaglia di Budapest (a cui Hitler, contrariamente a Guderian, dava enorme importanza), sulla condotta della battaglia sulla Vistola, sull'Oder e in Prussia nell'inverno 1944-1945.
Infine, il 28 marzo 1945, dopo un ultimo violento alterco con Hitler, Heinz Guderian venne destituito e, inviato in licenza (ufficialmente) per motivi di salute, fu sostituito dal generale Hans Krebs che avrebbe diretto l'esercito tedesco nell'ultimo mese di guerra e sarebbe morto suicida durante la battaglia di Berlino. Consegnatosi agli Alleati il 10 maggio in Tirolo, trascorse in detenzione i tre anni successivi, con la minaccia di essere estradato in Polonia per essere giudicato per crimini di guerra. Rilasciato il 17 giugno 1948, si ritirò a vita privata, morendo a Schwangau il 14 maggio 1954.

## Valutazione storica
Personaggio dalla forte personalità e dal carattere difficile, Heinz Guderian ebbe spesso rapporti burrascosi con i suoi superiori e con Hitler; quest'ultimo del resto negli ultimi due anni di guerra respinse praticamente ogni sua idea, sia riguardo alla distribuzione delle truppe sui vari fronti, sia sull'inutilità delle manovre offensive volute dal Führer. Portato fortemente alla polemica e strenuo difensore delle sue idee teoriche e tattico-strategiche, spesso incorse nella riprovazione e nell'antipatia di altri ufficiali (in particolare il generale Halder e il feldmaresciallo von Kluge). Peraltro venne sempre riconosciuta la sua capacità innovativa, l'energia dispiegata nei suoi incarichi e la sicura preparazione professionale.

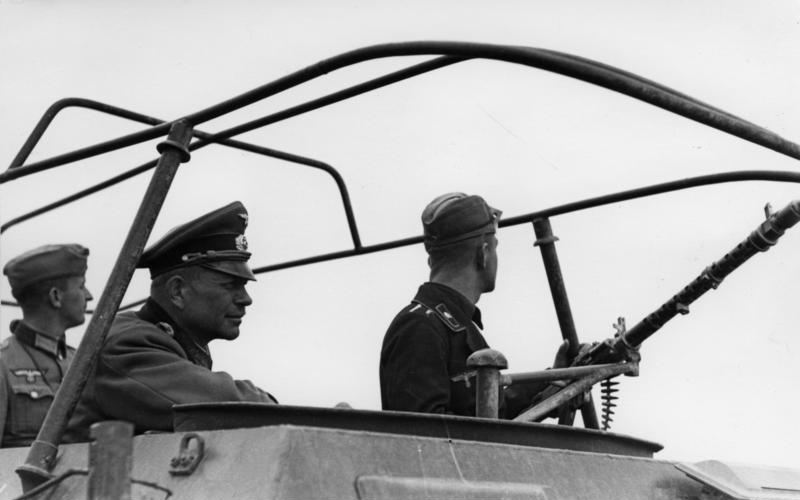
Heinz Guderian durante la travolgente avanzata in Francia nel giugno 1940.

Dal punto di vista storiografico, i giudizi su Guderian non sono sempre coincidenti; ritenuto da alcuni la personalità dominante della nuova guerra mobile corazzata, da lui ideata e perfezionata in modo decisivo, e l'ideatore di un nuovo e rivoluzionario tipo di guerra, da altri è stato criticato per la sua eccessiva tendenza al personalismo e per la tendenziosità delle sue memorie che sminuiscono il ruolo di altri importanti ufficiali, tedeschi e stranieri, ugualmente importanti per lo sviluppo della guerra corazzata.
Nel complesso, il ruolo di Guderian fu certamente importantissimo, anche per la sua vicinanza e simpatia con Hitler negli anni dell'anteguerra, per la nascita delle Panzer-Division e per lo studio e lo sviluppo delle moderne tecniche di impiego combinato e manovrato dei carri armati, da impegnare in massa, nel punto decisivo del fronte (secondo la sua celebre formula sintetica "Klotzen, nicht Kleckern", "concentrati, non sparpagliati"). Dal punto di vista operativo fino al 1941 Guderian mise magistralmente in pratica le sue teorie dando delle clamorose dimostrazioni in Polonia, in Francia e in Russia, della sorprendente e formidabile capacità offensiva delle divisioni corazzate tedesche che dilagarono per l'Europa travolgendo facilmente gli antiquati eserciti avversari.
Per queste ripetute vittorie Guderian divenne famoso e temuto all'estero come il rappresentante principale della Guerra lampo tedesca. Dopo l'inattesa destituzione, nei nuovi incarichi assunti nell'ultima parte della guerra Guderian ebbe poche possibilità di modificare le idee e la pianificazione di Hitler e dovette limitarsi (spesso senza successo) a una snervante opera di persuasione per cercare di limitare la straripante influenza del Führer sulla condotta delle operazioni. Peraltro in questi ultimi incarichi, anche Guderian a volte diede mostra di un'eccessiva condiscendenza nei confronti dell'apparato nazista, di una certa limitatezza di vedute (concentrandosi solo sul fronte orientale) e di un erroneo ottimismo.
Considerato da alcuni storici un esempio unico di ufficiale teorizzatore di una nuova tecnica militare e realizzatore anche nella pratica della sua stessa teoria, Guderian rimane una delle personalità più famose e importanti della seconda guerra mondiale e le sue campagne alla testa dei panzer rimangono esempi imprescindibili per uno studio e una comprensione della tecnica della guerra mobile con forze meccanizzate.
Vale la pena di rilevare questa circostanza paradossale: malgrado Guderian abbia, in un certo senso, incarnato la “blitzkrieg” in quanto massimo fautore dell'uso dei mezzi corazzati e sia stato uno dei principali artefici dei successi tedeschi nella seconda guerra mondiale, allo stesso tempo era ben conscio già alcuni anni prima dello scoppio della guerra dell'enorme potenziale bellico del nemico sovietico e della superiorità quantitativa delle forze armate sovietiche rispetto a quelle tedesche. Guderian stimava il numero dei corazzati sovietici in non meno di 10.000 unità e aveva una considerazione molto alta, forse eccessiva, dell'aviazione militare sovietica la quale, sebbene dotata di un gran numero di velivoli, non era qualitativamente molto avanzata. Testualmente Guderian affermava che “la Russia possiede l'esercito più forte del mondo, numericamente e in termini di modernità del suo equipaggiamento”.

## Opere
- Guderian, Heinz (1937). Achtung - Panzer ISBN 0-304-35285-3. Guderian descrive come avrebbe agito se fosse stato a capo delle forze corazzate tedesche.
- Guderian, Heinz (1952). Panzer Leader (titolo originale "Erinnerungen eines Soldaten" - memorie di un soldato) ISBN 0-306-81101-4. Memorie di guerra di Heinz Guderian